# Santino Marella
Anthony Carelli (* 14. März 1979 in Mississauga, Ontario), besser bekannt unter seinem Ringnamen Santino Marella, ist ein ehemaliger kanadischer Wrestler italienischer Herkunft. Sein größter Erfolg war der zweimalige Erhalt der Intercontinental Championship.

## Sportlicher Hintergrund
Carelli besuchte die Philip Pocock Catholic Secondary School in Kanada. Er war einige Jahre als Mixed-Martial-Arts-Kämpfer in Japan tätig, bevor er im Mai 2005 in die Vereinigten Staaten zog, um ein Wrestler zu werden.

## Wrestling-Karriere

### World Wrestling Entertainment (2005–2016)

#### Ohio Valley Wrestling (2005–2007)
In den Vereinigten Staaten trainierte Carelli bei Ohio Valley Wrestling, einer ehemaligen Aufbauliga von World Wrestling Entertainment.
Anschließend bekam er den Ringnamen Boris Alexiev. Am 24. Januar 2007 gewann Carelli den OVW Television Championtitel von Bad Company (Mike Kruel und Shawn Osborne), welche den Titel gleichzeitig hielten. Am 7. Februar 2007 verlor er den Titel an Mike Kruel und gewann den Titel wieder in einem Titelmatch am 14. März 2007. Seine zweite Regentschaft dauerte nur 3 Tage, denn am 17. März 2007 verlor Carelli ein Titelmatch gegen Shawn Spears.
Einen Monat später wurde er ins Hauptroster der WWE verlegt.

#### Intercontinental Championund verschiedene Alliancen (2007–2011)
Carelli debütierte am 16. April 2007 in Mailand, Italien bei Raw. Bei seinem Debüt-Match gewann Carelli den WWE Intercontinental Championship von Umaga, nachdem Bobby Lashley eingriff.
Wenig später wurde er in ein Fehdenprogramm gegen Chris Masters eingebunden. Am 2. Juli 2007 verlor Carelli den Titel wieder an Umaga. Es folgten Fehdenprogramme gegen Steve Austin und Jerry Lawler.
Im Anschluss bildete Carelli mit Carlito ein Tag Team. Carlito und Carelli führten eine Fehde gegen Hardcore Holly und Cody Rhodes um die World-Tag-Team-Titel.

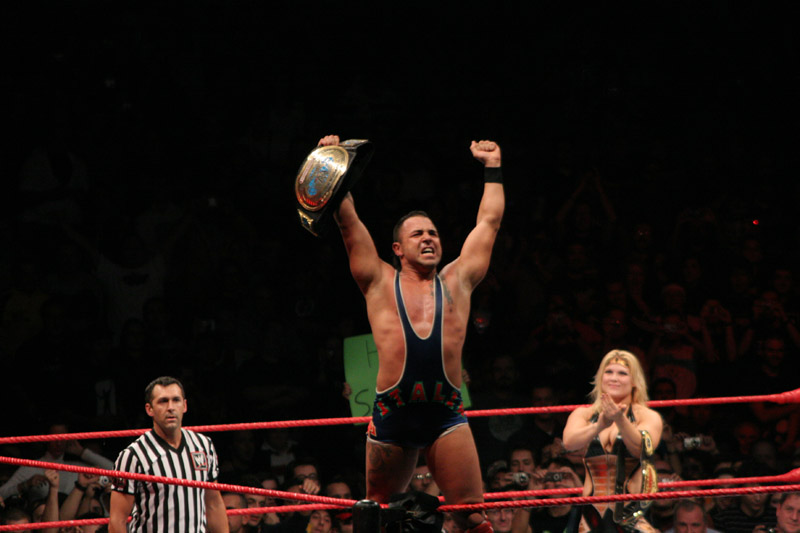
Intercontinental Champion Marella mit Women’s Champion Phoenix

Ab Juli 2008 bildeten Carelli und Beth Phoenix das Tag Team „Glamarella“. Einen Monat später gewann er beim SummerSlam von Kofi Kingston zum zweiten Mal die Intercontinental Championship. In der RAW-Ausgabe vom 10. November 2008 verlor er den Titel an William Regal.
Im Verlauf um WrestleMania 25 im Jahr 2009 ließ man Carelli als Santinos Zwillingsschwester Santina Marella auftreten und bei WrestleMania den Titel der Miss WrestleMania gewinnen. Bei RAW am 18. Mai 2009 gab er den Titel an Vickie Guerrero ab, holte sich diesen aber bei Extreme Rules am 7. Juni 2009 zurück. Kurze Zeit später wurde „sie“ von Donald Trump entlassen und aus den Shows geschrieben. Seitdem ist er in einem Comedy-Gimmick zu sehen.
Im Laufe des Jahres 2010 bildete Carelli mit Vladimir Kozlov ein Tag Team, welches am 6. Dezember 2010 den WWE Tag Team-Titel von Heath Slater und Justin Gabriel gewann. Am 20. Februar 2011, bei der Großveranstaltung Elimination Chamber, verloren sie die Titel wieder an selbige.

#### United States Championund verschiedene Fehden (2011–2014)

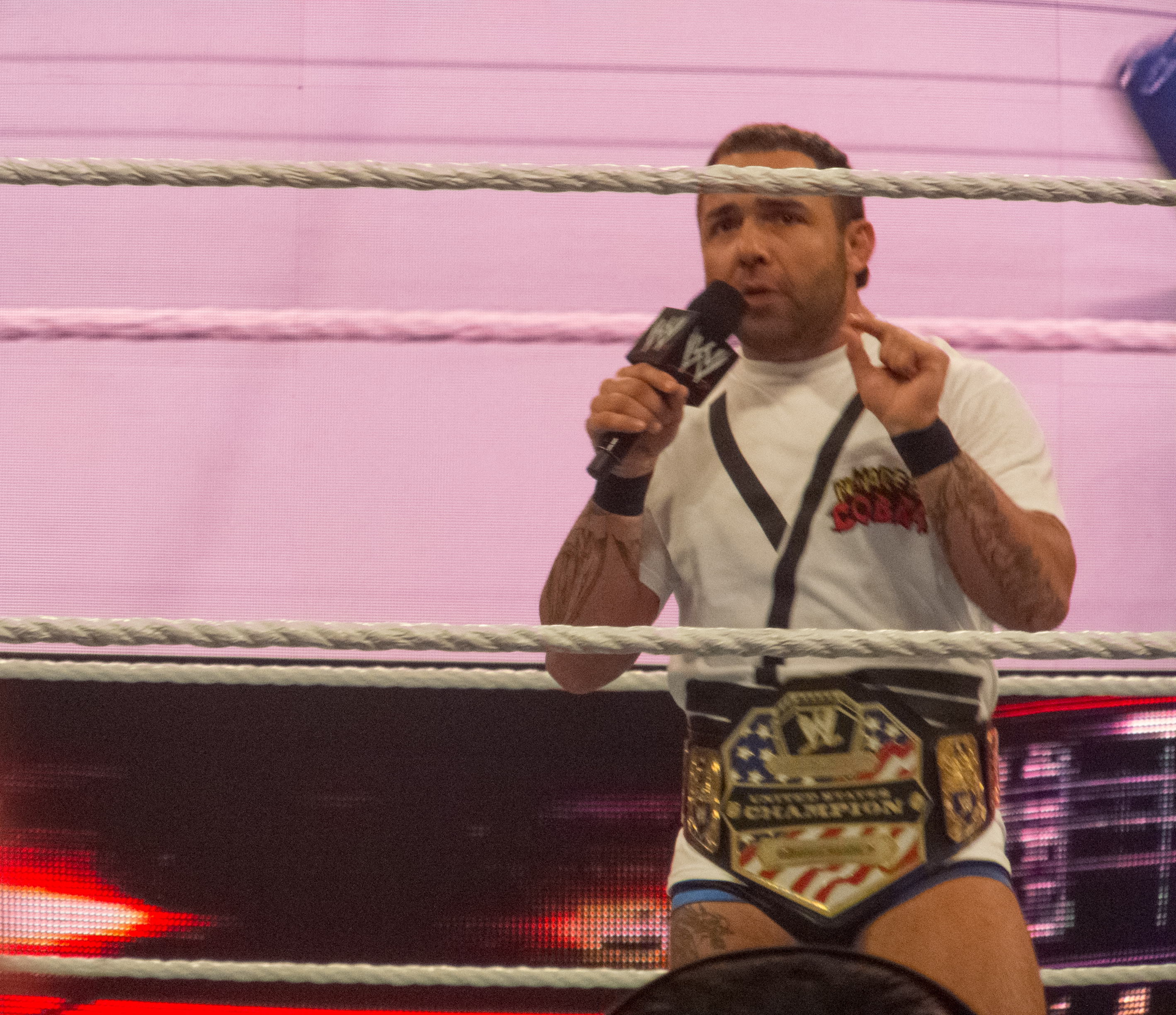
United States Champion Marella bei Raw

Vom 3. Januar 2012 bis WrestleMania XXVIII fungierte er als Assistant of the General Manager bei SmackDown.
Am 5. März 2012 besiegte er Jack Swagger in einer Ausgabe von RAW und gewann damit den WWE United States Championtitel. Den Titel verlor er am 19. August bei der Pre-Show zu SummerSlam an Antonio Cesaro.

#### Rücktritt und vereinzelte Auftritte (2014–2016)
Nachdem er immer seltener im Fernsehen und im Ring auftrat, gab Carelli am 6. Juli 2014 bei einer Liveshow der WWE seinen gesundheitsbedingten Rücktritt vom Wrestling bekannt. Am 26. September 2014 kündigte Carelli jedoch sein Comeback an. Trotz einigen Auftritten in den Shows konnte er aufgrund der Folgen der Verletzung nicht mehr aktiv in den Ring zurückkehren.
Am 6. Mai 2016 wurde er von der WWE entlassen.

## Wrestling-Erfolge
- World Wrestling Entertainment
  - WWE Intercontinental Championship (2×)
  - WWE United States Championship (1×)
  - WWE Tag Team Championship (1× mit Vladimir Kozlov)

- Ohio Valley Wrestling
  - OVW Television Championship (2×)

- DDT Pro-Wrestling
  - Ironman Heavymetalweight Championship (1×)

## Filmografie
- 2014: Scooby-Doo und das WrestleMania-Rätsel (Scooby-Doo! WrestleMania Mystery)
- 2014: Versprochen ist versprochen 2 (Jingle All the Way 2)
- 2016: Countdown – Ein Cop sieht rot (Countdown)

## Judo-Erfolge
- Ashai Annual Tournament (Bronze 2017)